# Keysi Fighting Method
Keysi Fighting Method (KFM) – sztuka samoobrony. Jej pomysłodawcami są Justo Dieguez oraz Andy Norman. Sztuka polega głównie na uderzaniu kolanami, łokciami oraz czołem.

## Keysi w kulturze
W tej sztuce walki walczył Batman w filmie Mroczny rycerz oraz Jack Reacher w filmie Jack Reacher: Jednym strzałem.